# Яковлев, Константин Павлович
Константин Павлович Яковлев (Рыдзевский) (1885—1976) — русский (советский) физик, профессор Московского университета. 

## Биография
Из семьи коллежского советника, настоящая фамилия Рыдзевский. Поступил на физико-математический факультет Московского университета (1904). Студентом начал работать в лаборатории П. Н. Лебедева (с 1907) и по его заданию создал инфракрасный спектрометр. Окончил университет с дипломом 1-й степени (1908) и был оставлен для подготовки к профессорскому званию. Приват-доцент Московского университета (1912). Защитил диссертацию «Инфракрасные спектры абсорбции некоторых органических соединений» на степень магистра физико-математических наук (1914).
Заинтересовался проблемами радиоактивности. Дважды побывал в лаборатории Э. Резерфорда в Манчестере (1912—1913), где проводил исследования в этой области. Под руководством профессора А. П. Соколова создал на физико-математическом факультете Московского университета научно-учебную лабораторию по радиоактивности (1913), издал первое в России учебное пособие по этим вопросам. Профессор кафедры физики (1919–1930).
После создания при физико-математическом факультете НИИ физики и кристаллографии, Яковлев став одним из его первых действительных членов (1922–1930), организовал в институте радиологическую лабораторию и специализацию по радиоактивности. Яковлев занимался разделением изотопов с помощью масс-спектрометра: ему удалось разделить изотопы Ne20 и Ne22.
Читал в Московском университете курсы «Опытная физика», «Общая физика» (с 1913). Избран проректором университета (1919).
Член первого состава Временного Президиума/Правления МГУ (1920–1924).  Декан физико-математического факультета (1923–1924). Профессор кафедры общей физики для биологического факультета/общей физики для естественных факультетов физического факультета (1949–1976).
Основные труды:
- Спец. практикум по радиоактивности (1913)
- Получение активного осадка тория и актиния (1918)
- Опытная физика. Лекции – учебное пособие (1923)
- Флюоресцирующие экраны для каналовых лучей (1928)
- Лучи Рентгена (1929)
- Математическая обработка результатов измерений (1950, 1953)
- Строение атома и ядерные процессы (1959).